# 吳介璋

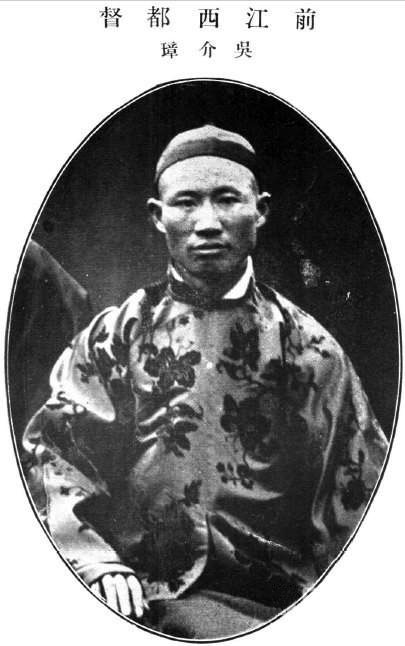

吳介璋（1875年10月26日—1926年11月1日）字德裕，号复初。江蘇無錫陽山鎮新瀆人，祖籍江蘇武進縣。中国民主革命家，清朝及中华民国军事将领。

## 生平
甲午战争后，他入江南陆师学堂。此后，他曾任江西武备学堂总教习兼陆军测绘学堂总办、督练处总办等职务。后来，他成为陕西巡抚魏光焘的幕友，负责军事文案。此后，他任武威新军统带，在江南督练处提议征练新军，回江苏任督练处提调兼征兵正提调。后来，他历任江西武备学堂总监、督练处总办、江西军混成协协统等职务。
1911年武昌起义后，江西响应起义，他被推举为首任江西都督。后来，他追随孙中山参加北伐以及护法运动。1917年，他奉命到四川，军队出动北伐时，他担任兵站总监。1919年7月7日，他获授陆军中将衔。1923年，孙中山在上海重新改组中国国民党党部，成立13人组成的军事委员会，吴介璋任委员。1923年后，他因肺萎疾而在上海就醫。
1926年11月1日（农历九月二十六日），他在上海南京路遭遇车祸而死，时年51岁。北洋政府以陸軍上將例将其安葬於無錫。